# Петер Александер
Петер Александер (на немски: Peter Alexander Ferdinand Maximilian Neumayer) е известен австрийски актьор и певец.
Участва във Втората световна война. От средата на 1950-те до средата на 1990-те години е сред най-популярните представители на развлекателното изкуство в немскоговорещите страни. Става популярен през този период посредством комедийни филми и записи като певец предимно на шлагерна и оперетна музика. От 1963 до 1996 г. е водещ на телевизионни шоу програми. Снима се в значителен брой филми.
През 1952 г. се жени за Хилде Хаген, имат 2 деца – Сузане Ноймайер-Хайдингер (1958 – 2009) и Михел Ноймайер (р. 1963). Жена му умира през 2003 г. Петер Александер умира на 12 февруари 2011 г. на 84-годишна възраст. Надживяват го синът му и 2 внуци.